# Список астероїдів (100301—100400)
| Назва                              | Тимчасове позначення | Дата відкриття    | Місце відкриття                    | Відкривач                  |
| ---------------------------------- | -------------------- | ----------------- | ---------------------------------- | -------------------------- |
| (100301) 1995 FH12                 | 1995 FH12            | 27 березня 1995   | Обсерваторія Кітт-Пік              | Spacewatch                 |
| (100302) 1995 FQ14                 | 1995 FQ14            | 27 березня 1995   | Обсерваторія Кітт-Пік              | Spacewatch                 |
| (100303) 1995 FD15                 | 1995 FD15            | 27 березня 1995   | Обсерваторія Кітт-Пік              | Spacewatch                 |
| (100304) 1995 FJ20                 | 1995 FJ20            | 31 березня 1995   | Обсерваторія Кітт-Пік              | Spacewatch                 |
| (100305) 1995 GN1                  | 1995 GN1             | 1 квітня 1995     | Обсерваторія Кітт-Пік              | Spacewatch                 |
| (100306) 1995 GH2                  | 1995 GH2             | 2 квітня 1995     | Обсерваторія Кітт-Пік              | Spacewatch                 |
| (100307) 1995 GJ8                  | 1995 GJ8             | 8 квітня 1995     | Обсерваторія Кітт-Пік              | Томас Балонек              |
| (100308) 1995 HB                   | 1995 HB              | 21 квітня 1995    | Обсерваторія Ондржейов             | Петр Правец, Ленка Коткова |
| 100309 Місузуканеко (Misuzukaneko) | 1995 HD              | 20 квітня 1995    | Обсерваторія Кума Коґен            | Акімаса Накамура           |
| (100310) 1995 HK3                  | 1995 HK3             | 26 квітня 1995    | Обсерваторія Кітт-Пік              | Spacewatch                 |
| (100311) 1995 HZ3                  | 1995 HZ3             | 26 квітня 1995    | Обсерваторія Кітт-Пік              | Spacewatch                 |
| (100312) 1995 LQ                   | 1995 LQ              | 3 червня 1995     | Обсерваторія Кітт-Пік              | Spacewatch                 |
| (100313) 1995 LD1                  | 1995 LD1             | 5 червня 1995     | Станція Сінлун                     | SCAP                       |
| (100314) 1995 MK1                  | 1995 MK1             | 22 червня 1995    | Обсерваторія Кітт-Пік              | Spacewatch                 |
| (100315) 1995 MZ1                  | 1995 MZ1             | 23 червня 1995    | Обсерваторія Кітт-Пік              | Spacewatch                 |
| (100316) 1995 MM2                  | 1995 MM2             | 24 червня 1995    | Обсерваторія Кітт-Пік              | Spacewatch                 |
| (100317) 1995 MJ3                  | 1995 MJ3             | 25 червня 1995    | Обсерваторія Кітт-Пік              | Spacewatch                 |
| (100318) 1995 MN4                  | 1995 MN4             | 29 червня 1995    | Обсерваторія Кітт-Пік              | Spacewatch                 |
| (100319) 1995 MY4                  | 1995 MY4             | 22 червня 1995    | Обсерваторія Кітт-Пік              | Spacewatch                 |
| (100320) 1995 MF5                  | 1995 MF5             | 22 червня 1995    | Обсерваторія Кітт-Пік              | Spacewatch                 |
| (100321) 1995 MG8                  | 1995 MG8             | 29 червня 1995    | Обсерваторія Кітт-Пік              | Spacewatch                 |
| (100322) 1995 MJ8                  | 1995 MJ8             | 29 червня 1995    | Обсерваторія Кітт-Пік              | Spacewatch                 |
| (100323) 1995 OY1                  | 1995 OY1             | 22 липня 1995     | Чорч Стреттон                      | Стівен Лорі                |
| (100324) 1995 OH3                  | 1995 OH3             | 22 липня 1995     | Обсерваторія Кітт-Пік              | Spacewatch                 |
| (100325) 1995 OC4                  | 1995 OC4             | 22 липня 1995     | Обсерваторія Кітт-Пік              | Spacewatch                 |
| (100326) 1995 OR4                  | 1995 OR4             | 22 липня 1995     | Обсерваторія Кітт-Пік              | Spacewatch                 |
| (100327) 1995 QX                   | 1995 QX              | 22 серпня 1995    | Касіхара                           | Фуміякі Уто                |
| (100328) 1995 QF4                  | 1995 QF4             | 17 серпня 1995    | Обсерваторія Кітт-Пік              | Spacewatch                 |
| (100329) 1995 QW8                  | 1995 QW8             | 28 серпня 1995    | Обсерваторія Кітт-Пік              | Spacewatch                 |
| (100330) 1995 QY8                  | 1995 QY8             | 28 серпня 1995    | Обсерваторія Кітт-Пік              | Spacewatch                 |
| (100331) 1995 QV9                  | 1995 QV9             | 23 серпня 1995    | Станція Сінлун                     | SCAP                       |
| (100332) 1995 QW11                 | 1995 QW11            | 20 серпня 1995    | Обсерваторія Кітт-Пік              | Spacewatch                 |
| (100333) 1995 SN5                  | 1995 SN5             | 22 вересня 1995   | Обсерваторія Сайдинг-Спрінг        | Роберт МакНот              |
| (100334) 1995 SZ10                 | 1995 SZ10            | 17 вересня 1995   | Обсерваторія Кітт-Пік              | Spacewatch                 |
| (100335) 1995 SC12                 | 1995 SC12            | 18 вересня 1995   | Обсерваторія Кітт-Пік              | Spacewatch                 |
| (100336) 1995 SQ18                 | 1995 SQ18            | 18 вересня 1995   | Обсерваторія Кітт-Пік              | Spacewatch                 |
| (100337) 1995 SY36                 | 1995 SY36            | 24 вересня 1995   | Обсерваторія Кітт-Пік              | Spacewatch                 |
| (100338) 1995 ST39                 | 1995 ST39            | 25 вересня 1995   | Обсерваторія Кітт-Пік              | Spacewatch                 |
| (100339) 1995 SP40                 | 1995 SP40            | 25 вересня 1995   | Обсерваторія Кітт-Пік              | Spacewatch                 |
| (100340) 1995 SQ41                 | 1995 SQ41            | 25 вересня 1995   | Обсерваторія Кітт-Пік              | Spacewatch                 |
| (100341) 1995 ST44                 | 1995 ST44            | 25 вересня 1995   | Обсерваторія Кітт-Пік              | Spacewatch                 |
| (100342) 1995 SH51                 | 1995 SH51            | 26 вересня 1995   | Обсерваторія Кітт-Пік              | Spacewatch                 |
| (100343) 1995 SJ51                 | 1995 SJ51            | 26 вересня 1995   | Обсерваторія Кітт-Пік              | Spacewatch                 |
| (100344) 1995 SY51                 | 1995 SY51            | 26 вересня 1995   | Обсерваторія Кітт-Пік              | Spacewatch                 |
| (100345) 1995 ST61                 | 1995 ST61            | 25 вересня 1995   | Обсерваторія Кітт-Пік              | Spacewatch                 |
| (100346) 1995 SA68                 | 1995 SA68            | 18 вересня 1995   | Обсерваторія Кітт-Пік              | Spacewatch                 |
| (100347) 1995 SE69                 | 1995 SE69            | 18 вересня 1995   | Обсерваторія Кітт-Пік              | Spacewatch                 |
| (100348) 1995 SJ72                 | 1995 SJ72            | 20 вересня 1995   | Обсерваторія Кітт-Пік              | Spacewatch                 |
| (100349) 1995 SM78                 | 1995 SM78            | 30 вересня 1995   | Обсерваторія Кітт-Пік              | Spacewatch                 |
| (100350) 1995 SP82                 | 1995 SP82            | 24 вересня 1995   | Обсерваторія Кітт-Пік              | Spacewatch                 |
| (100351) 1995 SU88                 | 1995 SU88            | 29 вересня 1995   | Обсерваторія Кітт-Пік              | Spacewatch                 |
| (100352) 1995 TD1                  | 1995 TD1             | 14 жовтня 1995    | Обсерваторія Санта-Лючія Стронконе | Антоніо Ваньоцці           |
| (100353) 1995 TC2                  | 1995 TC2             | 14 жовтня 1995    | Станція Сінлун                     | SCAP                       |
| (100354) 1995 TR4                  | 1995 TR4             | 15 жовтня 1995    | Обсерваторія Кітт-Пік              | Spacewatch                 |
| (100355) 1995 TO6                  | 1995 TO6             | 15 жовтня 1995    | Обсерваторія Кітт-Пік              | Spacewatch                 |
| (100356) 1995 TC7                  | 1995 TC7             | 15 жовтня 1995    | Обсерваторія Кітт-Пік              | Spacewatch                 |
| (100357) 1995 TF11                 | 1995 TF11            | 15 жовтня 1995    | Обсерваторія Кітт-Пік              | Spacewatch                 |
| (100358) 1995 UK2                  | 1995 UK2             | 24 жовтня 1995    | Обсерваторія Клеть                 | Обсерваторія Клеть         |
| (100359) 1995 UK8                  | 1995 UK8             | 27 жовтня 1995    | Обсерваторія Оїдзумі               | Такао Кобаяші              |
| (100360) 1995 UE12                 | 1995 UE12            | 17 жовтня 1995    | Обсерваторія Кітт-Пік              | Spacewatch                 |
| (100361) 1995 UC14                 | 1995 UC14            | 17 жовтня 1995    | Обсерваторія Кітт-Пік              | Spacewatch                 |
| (100362) 1995 UJ14                 | 1995 UJ14            | 17 жовтня 1995    | Обсерваторія Кітт-Пік              | Spacewatch                 |
| (100363) 1995 US14                 | 1995 US14            | 17 жовтня 1995    | Обсерваторія Кітт-Пік              | Spacewatch                 |
| (100364) 1995 UF22                 | 1995 UF22            | 19 жовтня 1995    | Обсерваторія Кітт-Пік              | Spacewatch                 |
| (100365) 1995 UE32                 | 1995 UE32            | 21 жовтня 1995    | Обсерваторія Кітт-Пік              | Spacewatch                 |
| (100366) 1995 UZ39                 | 1995 UZ39            | 23 жовтня 1995    | Обсерваторія Кітт-Пік              | Spacewatch                 |
| (100367) 1995 UY40                 | 1995 UY40            | 23 жовтня 1995    | Обсерваторія Кітт-Пік              | Spacewatch                 |
| (100368) 1995 UG41                 | 1995 UG41            | 23 жовтня 1995    | Обсерваторія Кітт-Пік              | Spacewatch                 |
| (100369) 1995 UX45                 | 1995 UX45            | 20 жовтня 1995    | Коссоль                            | Ерік Вальтер Ельст         |
| (100370) 1995 UJ51                 | 1995 UJ51            | 20 жовтня 1995    | Обсерваторія Кітт-Пік              | Spacewatch                 |
| (100371) 1995 UO52                 | 1995 UO52            | 22 жовтня 1995    | Обсерваторія Кітт-Пік              | Spacewatch                 |
| (100372) 1995 UR54                 | 1995 UR54            | 17 жовтня 1995    | Обсерваторія Кітт-Пік              | Spacewatch                 |
| (100373) 1995 UV69                 | 1995 UV69            | 19 жовтня 1995    | Обсерваторія Кітт-Пік              | Spacewatch                 |
| (100374) 1995 UX69                 | 1995 UX69            | 19 жовтня 1995    | Обсерваторія Кітт-Пік              | Spacewatch                 |
| (100375) 1995 UY72                 | 1995 UY72            | 20 жовтня 1995    | Обсерваторія Кітт-Пік              | Spacewatch                 |
| (100376) 1995 UT73                 | 1995 UT73            | 20 жовтня 1995    | Обсерваторія Кітт-Пік              | Spacewatch                 |
| (100377) 1995 VH                   | 1995 VH              | 1 листопада 1995  | Обсерваторія Оїдзумі               | Такао Кобаяші              |
| (100378) 1995 VD6                  | 1995 VD6             | 14 листопада 1995 | Обсерваторія Кітт-Пік              | Spacewatch                 |
| (100379) 1995 VZ6                  | 1995 VZ6             | 14 листопада 1995 | Обсерваторія Кітт-Пік              | Spacewatch                 |
| (100380) 1995 VS10                 | 1995 VS10            | 15 листопада 1995 | Обсерваторія Кітт-Пік              | Spacewatch                 |
| (100381) 1995 VB13                 | 1995 VB13            | 15 листопада 1995 | Обсерваторія Кітт-Пік              | Spacewatch                 |
| (100382) 1995 VF13                 | 1995 VF13            | 15 листопада 1995 | Обсерваторія Кітт-Пік              | Spacewatch                 |
| (100383) 1995 VD15                 | 1995 VD15            | 15 листопада 1995 | Обсерваторія Кітт-Пік              | Spacewatch                 |
| (100384) 1995 VH15                 | 1995 VH15            | 15 листопада 1995 | Обсерваторія Кітт-Пік              | Spacewatch                 |
| (100385) 1995 VP15                 | 1995 VP15            | 15 листопада 1995 | Обсерваторія Кітт-Пік              | Spacewatch                 |
| (100386) 1995 WZ2                  | 1995 WZ2             | 20 листопада 1995 | Фарра-д'Ізонцо                     | Фарра-д'Ізонцо             |
| (100387) 1995 WJ4                  | 1995 WJ4             | 20 листопада 1995 | Обсерваторія Оїдзумі               | Такао Кобаяші              |
| (100388) 1995 WW7                  | 1995 WW7             | 28 листопада 1995 | Обсерваторія Оїдзумі               | Такао Кобаяші              |
| (100389) 1995 WU8                  | 1995 WU8             | 24 листопада 1995 | Обсерваторія Тітібу                | Наото Сато, Такеші Урата   |
| (100390) 1995 WK13                 | 1995 WK13            | 16 листопада 1995 | Обсерваторія Кітт-Пік              | Spacewatch                 |
| (100391) 1995 WO17                 | 1995 WO17            | 17 листопада 1995 | Обсерваторія Кітт-Пік              | Spacewatch                 |
| (100392) 1995 WR17                 | 1995 WR17            | 17 листопада 1995 | Обсерваторія Кітт-Пік              | Spacewatch                 |
| (100393) 1995 WZ30                 | 1995 WZ30            | 19 листопада 1995 | Обсерваторія Кітт-Пік              | Spacewatch                 |
| (100394) 1995 WX32                 | 1995 WX32            | 20 листопада 1995 | Обсерваторія Кітт-Пік              | Spacewatch                 |
| (100395) 1995 WG38                 | 1995 WG38            | 23 листопада 1995 | Обсерваторія Кітт-Пік              | Spacewatch                 |
| (100396) 1995 YH5                  | 1995 YH5             | 16 грудня 1995    | Обсерваторія Кітт-Пік              | Spacewatch                 |
| (100397) 1995 YK5                  | 1995 YK5             | 16 грудня 1995    | Обсерваторія Кітт-Пік              | Spacewatch                 |
| (100398) 1995 YA7                  | 1995 YA7             | 16 грудня 1995    | Обсерваторія Кітт-Пік              | Spacewatch                 |
| (100399) 1995 YM7                  | 1995 YM7             | 16 грудня 1995    | Обсерваторія Кітт-Пік              | Spacewatch                 |
| (100400) 1995 YX7                  | 1995 YX7             | 18 грудня 1995    | Обсерваторія Кітт-Пік              | Spacewatch                 |